# ラウル2世・ド・クシー
ラウル2世・ド・クシー（Raoul II de Coucy, 1211年 - 1250年2月8日）は、クシー領主アンゲラン3世とマリー・ド・モンミライユの息子。1241年に父の跡を継いでクシー領主となった。
第7回十字軍に参加し、マンスーラの戦いにおいてエジプトで戦死した。
ラウル2世はオマール伯シモン・ド・ダンマルタンの娘フィリッパと結婚したが、1子アンゲランは早世し、弟アンゲラン4世が跡を継いだ。